# 7mm Winchester Short Magnum
7mm Winchester Short Magnum (також відомий як 7mm WSM) гвинтівковий набій центрального запалення розроблений компаніями Browning Arms Company та Winchester. Вперше був представлений публіці у 2001 році. Набій входить в лінійку набоїв Winchester Short Magnum.

## Специфікація
Набій 7mm WSM схожий на набій .300 WSM зі зменшеним дульцем гільзи для встановлення куль калібру .284". Проте, відстань від бази гільзи до базової лінії плеча набою 7WSM більша, що не дає можливості випадково зарядити і вистрілити набоєм 7 мм з кулею калібру .284" зі ствола під набій .270 WSM з кулею калібру .277".

## Продуктивність
Набій 7mm WSM найкраще підходить для полювання на великих чорнохвостих оленів, овець, чорних ведмедів та вапіті.
Компанія Winchester заявляє, що набій 7mm WSM з кулею вагою 140 гран (9 г) має дулову швидкість 3,225 ft/s (983 м/с), при цьому дулова енергія становить 3,233 ft. lbs (4383 Дж). При використанні кулі вагою 160 гран (10 г) дулові швидкість і енергія становлять 2990 ft/s (911 м/с) та 3176 ft. lbs. (4306 Дж) відповідно. В набоях магнум 7 мм з короткими гільзами перевагу надають легшим та коротшим кулям.

## Популярність
Набій 7mm WSM не став таким же популярним як інші набої лінійки WSM. Деякі помилково вважають, що набій 7mm WSM з короткою гільзою не підходить для використання важких куль, що обмежує використання набою при полюванні на велику дичину. У цьому відношенні набій не відрізняється від популярного набою 300 Winchester Magnum.
Інших фактором, що впливає на популярність є ціна. Кулі для набою дорожчі ніж для набоїв 7mm Remington Magnum та .280 Remington, при цьому обидва набої за продуктивністю схожі на 7mm WSM, крім того, набій 280 Rem має дещо меншу дулову енергію.